# Đầu tư BOT
BOT (viết tắt của tiếng Anh: Build-Operate-Transfer, có nghĩa: Xây dựng - Vận hành - Chuyển giao). Chính phủ có thể kêu gọi các công ty tư nhân bỏ vốn xây dựng trước (build) thông qua đấu thầu, sau đó khai thác vận hành một thời gian (operate) và sau cùng là chuyển giao (transfer) lại cho nhà nước sở tại.
Mô hình đầu tư này đã có tại Pakistan, Thái Lan, Thổ Nhĩ Kỳ, Đài Loan, Bahrain, Ả Rập Xê Út, Israel, Ấn Độ, Iran, Croatia, Nhật Bản, Trung Quốc, Việt Nam, Malaysia, Philippines, Ai Cập, Myanmar và một số tiểu bang tại Hoa Kỳ (California, Florida, Indiana, Texas, and Virginia). Tuy nhiên tại một số quốc gia như Canada, Úc, New Zealand và Nepal, thuật ngữ này đổi thành build–own–operate–transfer (BOOT).
Dự án BOT đầu tiên là China Hotel, được tập đoàn niêm yết Hồng Kông Hopewell Holdings Ltd xây dựng vào năm 1979.

## Phân loại
BOT có ba loại, tất cả theo phương thức công ty tư nhân bỏ vốn xúc tiến rồi chuyển giao lại cho chính quyền. Khác nhau là hoạt động của công ty sau khi khởi công, có kinh doanh thu phí hay không.
- Hợp đồng xây dựng - kinh doanh - chuyển giao (sau đây gọi tắt là hợp đồng BOT) là hình thức đầu tư được ký giữa cơ quan nhà nước có thẩm quyền và nhà đầu tư để xây dựng, kinh doanh công trình kết cấu hạ tầng trong một thời hạn nhất định; hết thời hạn, nhà đầu tư tiến hành kinh doanh dự án, công trình mình đã xây dựng trong một thời gian nhất định, sau đó chuyển giao không bồi hoàn công trình đó cho nước sở tại.
- Hợp đồng xây dựng - chuyển giao - kinh doanh (sau đây gọi tắt là hợp đồng BTO) là hình thức đầu tư được ký giữa cơ quan nhà nước có thẩm quyền và nhà đầu tư để xây dựng công trình kết cấu hạ tầng; sau khi xây dựng xong, nhà đầu tư chuyển giao công trình đó cho nước sở tại; Chính phủ dành cho nhà đầu tư quyền kinh doanh công trình đó trong một thời hạn nhất định để thu hồi vốn đầu tư và lợi nhuận.
- Hợp đồng xây dựng - chuyển giao (sau đây gọi tắt là hợp đồng BT) là hình thức đầu tư được ký giữa cơ quan nhà nước có thẩm quyền và nhà đầu tư để xây dựng công trình kết cấu hạ tầng; sau khi xây dựng xong, nhà đầu tư chuyển giao công trình đó cho nước sở tại; Chính phủ tạo điều kiện cho nhà đầu tư thực hiện dự án khác để thu hồi vốn đầu tư và lợi nhuận hoặc thanh toán cho nhà đầu tư theo thoả thuận trong hợp đồng BT.

## BOOT
BOOT (viết tắt của Tiếng Anh: Build-Own-Operate-Transfer, có nghĩa là Xây dựng-Sở hữu-Vận hành-Chuyển giao) khác với BOT ở chỗ thực thể tư nhân sở hữu công trình. Trong thời gian nhượng quyền, công ty tư nhân sở hữu và vận hành cơ sở với mục tiêu chính là thu hồi chi phí đầu tư và bảo trì trong khi cố gắng đạt được tỷ suất lợi nhuận cao hơn cho dự án. BOOT đã được sử dụng trong các dự án như đường cao tốc, đường giao thông công cộng, vận tải đường sắt và phát điện.

## BOO
BOO (viết tắt của Tiếng Anh: Build-Own-Operate, có nghĩa là Xây dựng-Sở hữu-Vận hành) là hợp đồng ký kết giữa nhà nước có thẩm quyền và nhà đầu tư để xây dựng công trình kết cấu hạ tầng; sau khi hoàn thành công trình, nhà đầu tư được quyền sở hữu và kinh doanh công trình đó trong một thời hạn nhất định. Nếu không thể hoàn thành theo đúng thời hạn trong hợp đồng thì doanh nghiệp sẽ bị lập biên bản thanh lý hợp đồng và mất đi một số quyền lợi nhất định trong hợp đồng được ký kết trước đó.
Khi hết thời hạn quy định về thời gian sử dụng của các công trình này, các nhà đầu tư cũng như các doanh nghiệp sẽ phải chấm dứt mọi hoạt động của dự án đầu tư theo đúng với quy định của pháp luật.

## BTL
BTL (viết tắt của tiếng Anh: Build-Transfer-Lease có nghĩa là Xây dựng - Chuyển giao - Thuê dịch vụ) là hợp đồng được ký giữa cơ quan nhà nước có thẩm quyền và nhà đầu tư, doanh nghiệp dự án để xây dựng công trình hạ tầng; sau khi hoàn thành công trình, nhà đầu tư, doanh nghiệp dự án chuyển giao cho cơ quan nhà nước có thẩm quyền và được quyền cung cấp dịch vụ trên cơ sở vận hành, khai thác công trình đó trong một thời hạn nhất định; cơ quan nhà nước có thẩm quyền thuê dịch vụ và thanh toán cho nhà đầu tư, doanh nghiệp dự án